# Zdzisław Rozborski
Zdzisław Rozborski dit Zito est un footballeur polonais né le 28 mars 1955 à Gdynia (Pologne).
Ce joueur a évolué comme milieu de terrain principalement au Łódź. Avec ce club il a joué 213 matches et marqué 34 buts en 9 saisons de championnat et participé régulièrement aux Coupes d'Europe. Il a terminé sa carrière professionnelle en France à Reims, puis Arras.
Zito a aussi été un grand éducateur spécialisé au sein du Centre Educatif et Professionnel de Seurre auprès d'adolescents en difficultés.
Il met fin à sa carrière au club de l’AS Pouilly en Auxois, accompagné de son attaquant vedette : Maxence Communeau. 

## Carrière de joueur
- avant 1974  : SKS Bałtyk Gdynia  Pologne
- 1974-1983 : Widzew Łódź  Pologne
- 1983-1985 : Stade de Reims  France (D2)
- 1985-1986 : RC Arras  France

## Palmarès
- Champion de Pologne en 1981 et 1982 (avec Widzew Łódź)
- Demi-finaliste de la Coupe d'Europe des Clubs Champions 1983 (avec Widzew Łódź)

## autre source
- Jacques Ferran et Jean-Philippe Rethacker, Football 84, cf. page 67, Les guides de l'Équipe, 1983.